# Забуті могили
«Забу́ті моги́ли» — науково-пошукове об'єднання. Створено 1990 року в Тернополі з метою розшуку, виявлення і відновлення забутих могил борців за волю України, насамперед ОУН і УПА.
Того ж року всеукраїнський часопис «Пам'ятки України» (Київ) проводив у різних регіонах експедиції для реєстрації забутих могил (княжої доби, козацьких, стрілецьких тощо). Тернопільська експедиція (керівник Іван Ясній) упродовж 3-х тижнів працювала на території Зборівського району (зареєстровано 102 могили: козацькі, стрілецькі, УПА; зібрано відомості у 59 селах).
1991 відбулася друга, 1993 — третя експедиції у лісах Шумщини та Кременецьких горах. Загалом зібрано 125 рідкісних світлин, зроблено звукові записи та записи зображень.
1994 студенти історичного факультету педагогічного інституту (нині ТНПУ) організували пошукову групу «Ґрипс» (в її склад входили: Любомир Крупа, Олег Стефанишин, Юрій Юрик, Іван Бабійчук, Василь Штокало, Федір Полянський, Володимир Ткач, Ігор Кульчицький, Віталій Шафранський), яка працювала на Шумщині. 1996 відновили науково-пошукову експедицію для збору матеріалів про боротьбу членів ОУН і УПА, що отримала назву «Забутими стежками Українських Карпат-96». Вони досліджували зв'язки українських повстанців із радянськими партизанами, зокрема ковпаківців (так званий Карпатський рейд Ковпака (Надвірнянський, Верховинський, Богородчанський райони Івано-Франківської області).
22 квітня 1997 зареєстровано Тернопільську обласне молодіжне науково-пошукове товариство «Обереги»(голова товариства — Любомир Крупа (співголова — Федір Полянський) до 1998 р.), спільно з яким проведено експедиції: «Рейдами Карпат — 97», «Рейдами Шумщини-98», «Рейдами Кременеччини-99», «Рейдами Лановеччини-2000», «Рейдами Збаражчини-2001». Крім того, відбулися (без участі товариства «Обереги») експедиції «Слідами Третього Надзвичайного Великого Збору ОУН» (1999; с. Бишки, х. Веснівка, с. Денисів Козівського району); «Партизанськими стежками ОУН і УПА на Перемишльщині-97», «Дорогою до останньої криївки “Стяга”» (1997, Монастир, Любачівщина, Польща).
Члени «Забутих могил» доглядають могили героїв України на території Тернопільщини, упорядковують зібрані матеріали, щоби передати їх на державне зберігання та сприяють публікації відповідних видань.